# ディズニーフェアリーズ
ディズニーフェアリーズ（Disney Fairies）は、ウォルト・ディズニー・カンパニーによるメディアミックス企画。『ピーター・パン』のキャラクター「ティンカー・ベル」を主人公としたアニメーション映画シリーズ『ティンカー・ベル』に登場する妖精たちを取り扱う。

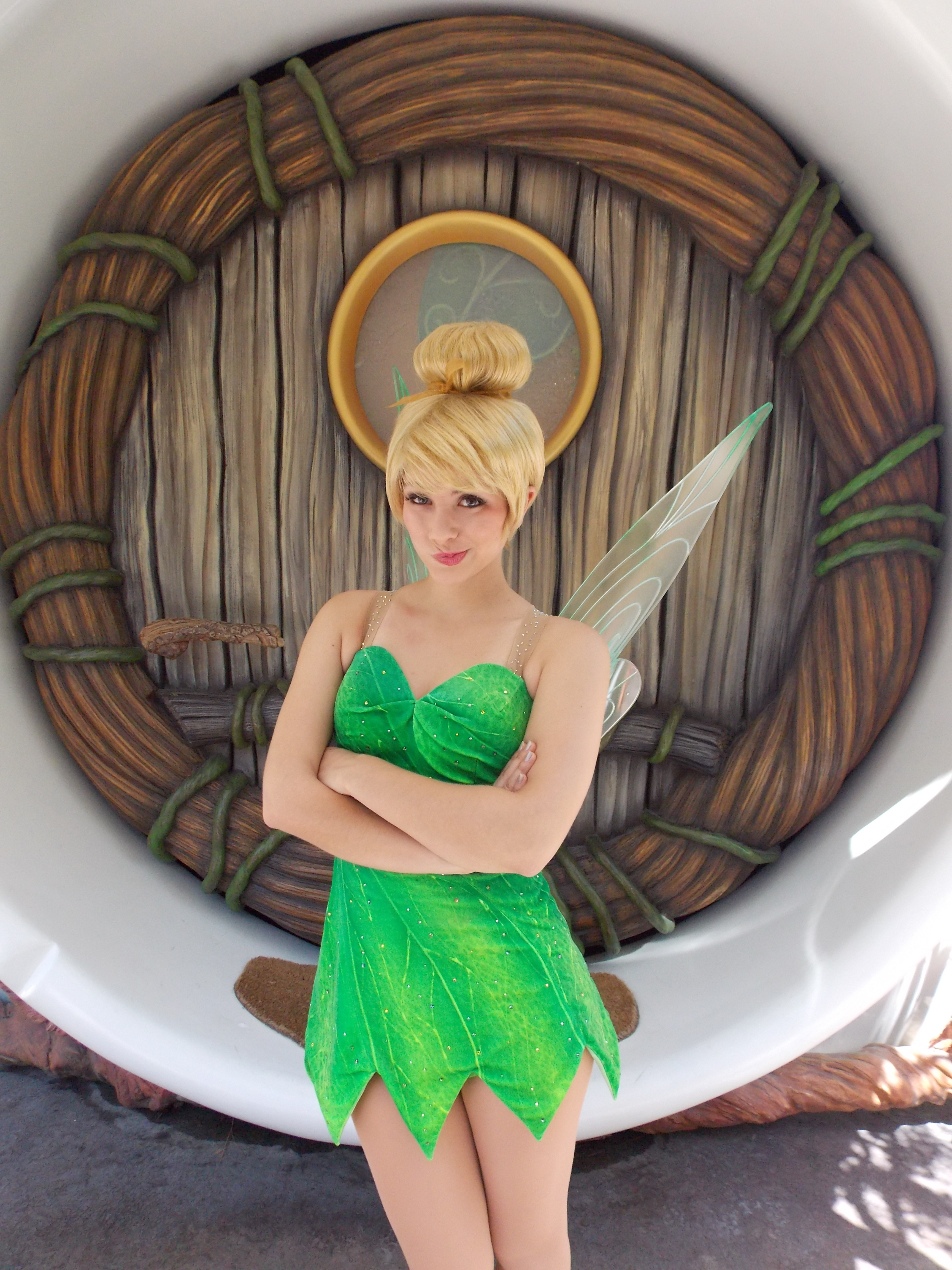
ティンカー・ベル

## キャラクター
妖精は、人間の赤ん坊が初めて笑う時に生まれる。それぞれ「才能」を持っており、生まれた時に儀式を行って、何の才能を持っているかを判別する。
尚、男性の妖精は「スパローマン」と呼ばれる。
ティンカー・ベル (Tinker Bell)
シリーズの主人公。もの作りの妖精。
笑ったときのえくぼがチャームポイント。
シルバーミスト (Silvermist)
水の妖精。
東洋人のような容貌をしている。マイペースな性格。
ロゼッタ (Rosetta)
植物の妖精。
おしゃれ好きで、自分の服装や髪型を気にかけていることが多い。
フォーン (Fawn)
動物の妖精。
いたずら好きという面もある。
イリデッサ (Iridessa)
光の妖精。
黒人の容貌をしている。完璧主義者。
フェアリーメアリー (Fairy Mary)
もの作りの妖精のまとめ役。
ボブル (Bobble)
もの作りの妖精（スパローマン）。
雫で作られたゴーグル（眼鏡）をかけているため、瞳が大きく見える。
クランク (Clank)
もの作りの妖精（スパローマン）。
テレンス (Terence)
「妖精の粉」を管理する才能を持つ妖精スパローマン。
ヴィディア (Vidia)
高速飛行の才能を持つ妖精。意地悪で尊大。
クラリオン女王 (Queen Clarion)
ピンシーホロウの全妖精たちの女王。
ベック (Beck)
動物の妖精。マザー・ダブの世話もしている。
プリラ (Prilla)
ティンカー・ベルたちより年下。妖精なら持っているはずの才能が何だか儀式では判らなかった。
彼女が自分の才能を探す話が、『プリラの夢の種』として小説となっている。
マザー・ダブ (Mother Dove)
ピクシー・ホロウで、孵ることのない卵を温めている鳩。
ネバーランドに住む妖精（および、スパローマン）全員の名前を知っており、平等に愛情を注ぐ。
抜け落ちた羽毛からは、妖精の粉が作られる

## 映像
アメリカ合衆国ではDVD、Blu-ray Disc販売の商品として、制作されたコンピュータアニメーション。日本では最初の2作が劇場公開された。
全4作となることが発表されていたが、初期作品のセールスが好調だったため、TVスペシャルの『ピクシー・ホロウ・ゲームズ 妖精たちの祭典』を加え、全5作となった。その後、『ティンカー・ベルとネバーランドの海賊船』、『ティンカー・ベルと流れ星の伝説』が制作されている。
1. 『ティンカー・ベル』[1]
2. 『ティンカー・ベルと月の石』[2]
3. 『ティンカー・ベルと妖精の家』[3]
4. 『ピクシー・ホロウ・ゲームズ 妖精たちの祭典』[4]
5. 『ティンカー・ベルと輝く羽の秘密』[5]
6. 『ティンカー・ベルとネバーランドの海賊船』[6]
7. 『ティンカー・ベルと流れ星の伝説』[7]

## 書籍
日本語翻訳版は、いずれも講談社より出版されている。

### ディズニーフェアリーズ文庫
1. 『ヴィディアときえた王冠』
2. 『ティンカー・ベルの秘密』
3. 『ベックとブラックベリー大戦争』
4. 『リリーのふしぎな花』
5. 『マーメイドラグーンのラニー』
6. 『うそをついてしまったプリラ』
7. 『ティンカー・ベルのチャレンジ』
8. 『満月の夜のフィラ』
9. 『ベスの最高傑作』
10. 『海をわたったベック』
11. 『ダルシーの幸せのケーキ』
12. 『ラニーと三つの宝物』
13. 『ティンカー・ベルとテレンス』
14. 『呪われたシルバーミスト』
15. 『ロゼッタの最悪な一日』
16. 『きえたクラリオン女王』
17. 『わなにかかったフォーン』
18. 『イリデッサとティンクの大冒険』
19. 『ベスと風変わりな友だち』
20. 『マイカのとんだ災難』
21. 『ヴィディアとはじめての友だち』
22. 『リリーのミラクルパンジー』
23. 『ラニーと謎解きゲーム』

- 『プリラの夢の種 前編』
- 『プリラの夢の種 後編』
『ディズニーフェアリーズ～プリラの夢の種～』（後述）の文庫版

### 新ディズニーフェアリーズ文庫
1. 『ティンカー・ベルは"修理やさん"』
2. 『ロゼッタはおしゃれ番長さん』
3. 『トゥリルのコンサート革命』
4. 『光の妖精 イリデッサ』

### ディズニーフェアリーズ文庫 マンガシリーズ
- 『ヴィディアときえた王冠』
- 『ティンカー・ベルの秘密』
- 『マーメイド・ラグーンのラニー』

### フェアリーズファンタジーブック
1. 『貝殻の贈り物－ラニーの物語－』
2. 『ナイチンゲールの歌－ベックの物語－』
3. 『消えた太陽－フィラの物語－』
4. 『世界で一番の花－リリーの物語－』

### おはなし絵本
- 『なぞの大混乱』
- 『春の大そうじ』
- 『はじめてのキャンプ』
- 『雪のピクシー・ホロウ』

### フェアリーズおはなし絵本
1. 『妖精運動会』
2. 『ピクシー・ホロウの大洪水』
3. 『きみょうな落とし物』
4. 『すてきな仲間たち』

### その他
- 『ディズニーフェアリーズ～プリラの夢の種～』
  - 著:ゲイル・カーソン・レビン　訳:柏葉幸子　イラスト:デイビッド・クリスチアナ
  - 日本のディズニー フェアリーズのシリーズで、最初に出版された。
- 『ラニーと魔法の杖』
  - 著:ゲイル・カーソン・レビン　訳:柏葉幸子　イラスト:デイビッド・クリスチアナ
- 『ディズニーフェアリーズ ファンタジーガイド～ティンカー・ベルと妖精の谷の仲間たち～』
- 『ディズニーフェアリーズ 妖精たちのいるところ』
- 『ディズニーフェアリーズ ティンカー・ベルをさがせ!』
- 『ディズニーフェアリーズ ネバーランドの妖精たち』
  - 著:モニク・ピーターソン　訳:小宮山みのり

## テーマパーク

### ディズニーランド
2008年10月、アメリカ合衆国カリフォルニア州アナハイムのディズニーランドにディズニーフェアリーズのキャラクターたちとグリーティングが行える屋内エリア「ピクシー・ホロウ」が作成された。

### マジック・キングダム
2008年10月、アメリカ合衆国フロリダ州オーランドのマジック・キングダムのミッキーのトゥーンタウン・フェアエリアにディズニーフェアリーズのキャラクターたちとグリーティングが行える屋内エリア「ピクシー・ホロウ」が作成された。

### 東京ディズニーシー
日本の東京ディズニーシーでは、2009年4月22日から同年6月30日にスペシャルイベント『東京ディズニーシー・スプリングカーニバル 2009 』が開催され、ティンカー・ベル、ロゼッタ、イリデッサ、シルバーミスト、フォーンが東京ディズニーシーに春を運んでくるという設定で、ショーなどが開催された。
2010年も、同じく『東京ディズニーシー・スプリングカーニバル 2010』が2010年4月1日から同年6月30日に開催される。2010年は、上記の5人に加えて、テレンスもショーに登場する。
2024年6月6日には東京ディズニーシーのファンタジースプリングスにて、ディズニーフェアリーズの世界を元にしたアトラクション「フェアリー・ティンカーベルのビジーバギー」がエリアのオープンと同時にオープンした。登場キャラクターはティンカーベルとチーズのみで、グッズ、アトラクションいずれも他の妖精たちは出てこない。